# Protesi valvolare cardiaca

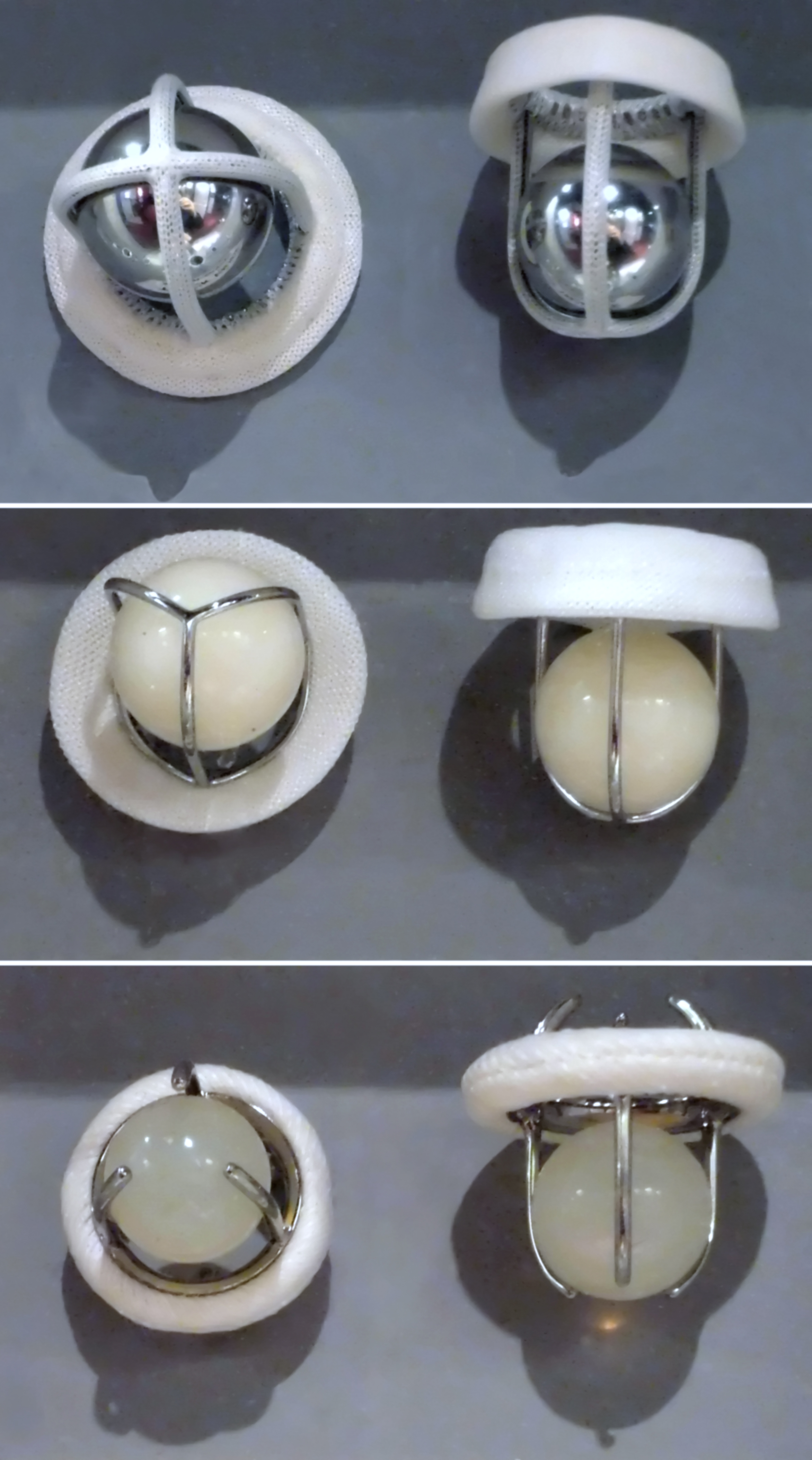
Alcune protesi valvolari cardiache

Le protesi valvolari cardiache sono costituite da un orifizio attraverso il quale passa il sangue e da un meccanismo che apre e chiude il dispositivo. Vengono utilizzate quando le valvole cardiache native sono talmente danneggiate da non essere più riparabili: la valvola viene quindi rimossa e sostituita tramite intervento chirurgico.
La protesi ideale dovrebbe consentire un flusso attraverso la valvola il più fisiologico possibile, dovrebbe essere in grado di non deteriorarsi velocemente, di non dare emolisi e di non favorire la formazione di trombi.
Le protesi valvolari cardiache vengono distinte in: 
- artificiali o meccaniche, con sistemi di chiusura rigidi, prodotti dall'industria
- biologiche o bioprotesi, con chiusure formate da lembi flessibili, che possono avere origine umana o animale

## Protesi meccaniche
Si suddividono in protesi a palla, a monodisco oscillante e a bidisco (o emidischi). Il vantaggio nell'utilizzare questo tipo di valvole è la loro durata illimitata. Tuttavia, la forte incidenza di complicanze trombotiche obbliga il paziente ad una terapia anticoagulante orale a vita. Tali valvole sono state approntate negli anni '60

### Valvole a palla
L'evento che condiziona l'apertura/chiusura di questo tipo di valvola artificiale è passivo, poiché determinato dalla differenza di pressione creata dalla corrente ematica del circolo cardiaco. L'elemento costitutivo centrale della protesi è una pallina.
Queste valvole non vengono più utilizzate ormai da anni. Tuttavia è possibile che siano ancora in vita pazienti operati molti anni fa e portatori di protesi di questo tipo.
- La Valvola di Starr-Edwards è costituita da una gabbietta metallica (a 3 rami per la valvola aortica e a 4 rami per la valvola mitrale) contenente una pallina di caucciù ricoperto di silicone. La complicazione principale che la riguarda è l'impregnazione lipidica dell'elemento mobile, che diminuisce la sua escursione. In questo caso, non si sostituisce l'intera valvola, ma solo la pallina. Vengono stimati almeno 200.000 pezzi già utilizzati[3]. Altra complicanza comune è la rottura della palla a causa dell'usura, la comparsa di crepe sulla sua superficie.
- La Valvola di McGovern è fissata con fili chirurgici e l'anello ha una corona di uncini che ne consente la fissazione all'anulus valvolare.
- La Valvola di Smeloff presenta, a differenza della Starr-Edwards, due gabbiette (una grande e una piccola) da parti opposte dell'anulus, che consentono una maggiore mobilità alla pallina e in tal modo diminuisce la possibilità di trombosi e tromboembolie.

### Valvole a disco
Una prima tipologia di protesi fu quella di Björk-Shiley introdotta nel 1969 e che prevedeva un movimento di traslazione verticale con disco oscillante o single-tilting disk, ma tale condizione poteva essere bloccata. Sono state proposte, successivamente, numerose variazioni e fu impiantata in circa 360.000 casi. Un difetto strutturale che comportava il disinserimento dell'anello metallico saldato e non fissato all'armatura di contenimento, ne ha interrotto l'utilizzo. Anche le protesi a disco oggi non vengono praticamente più impiantate.

### Valvole a due emidischi
Le protesi attuali nascono sul progetto a due emidischi o bileaflet-tilting disk della St.Jude Medical nel 1977. È costituita da due emi-dischi collegati all'orifizio con un meccanismo a cardine: si aprono e si chiudono in base alle differenze di pressione che si sviluppano all'interno dei ventricoli cardiaci
La Valvola di St.Jude è formata da dischi fissi solidarizzati con un anello. Considerando le valvole prodotte anche dalla Carbomedics-Sorin sono state impiantate non meno di 1.200.000 pezzi in tutto il mondo.

## Complicanze protesi meccaniche
Nel corso degli anni l'utilizzo sempre più esteso delle sostituzioni valvolari ha portato, in parallelo, all'evidenza di diverse complicanze alcune di notevole importanza:
- deterioramento strutturale della valvola, che porta in genere alla sua sostituzione
- disfunzione sino al malfunzionamento non strutturale (crescita di tessuto sulla protesi, che ne ostacola il movimento o discrepanza paziente-protesi, per aumento significativo della massa corporea dopo l'impianto)
- trombosi della valvola da bassa portata o da rallentamento del circolo, come nell'ingrandimento degli atri
- tromboembolia talora da posizionamento non corretto della protesi
- endocarditi valvolari

Uno dei maggiori svantaggi delle valvole cardiache meccaniche è la loro associazione a un maggior rischio di coaguli di sangue. I coaguli formati da globuli rossi e piastrine danneggiati possono ostruire i vasi sanguigni con gravi conseguenze. Le persone con valvole meccaniche devono assumere anticoagulanti (fluidificanti del sangue), come il warfarin, per il resto della loro vita.
Le valvole cardiache meccaniche possono inoltre causare anemia emolitica meccanica, una condizione in cui i globuli rossi rimangono danneggiati mentre attraversano la valvola.

### Rumore
Alcuni pazienti portatori di valvole meccaniche riescono a percepire dei clic quando la loro valvola si chiude, che alcuni di loro trovano inquietanti.

### Cavitazione
Può presentarsi, poi, il fenomeno della cavitazione, che consiste nella formazione di microbolle a causa di una caduta di pressione al di sotto della pressione di vaporizzazione ad una data temperatura. La cavitazione nella circolazione sanguigna può portare a guasti meccanici della valvola cardiaca, pertanto, i test di cavitazione sono una parte essenziale del processo di verifica della progettazione della valvola.
La terapia delle complicanze spesso porta ad un nuovo intervento chirurgico associato ad alte dosi di antibiotici, talora invece è sufficiente migliorare l'anticoagulazione.

## Protesi biologiche
Le protesi biologiche vanno incontro a possibile degenerazione in un arco di tempo che dipende dall'età del paziente: degenerano rapidamente nei giovani o durante una gravidanza (qualche anno) e durano molto di più negli anziani (15-20 anni). Hanno il grande vantaggio di non richiedere anticoagulanti a vita, ma solo per tre mesi dall'impianto, per cui sono elettivamente utilizzate in pazienti con problemi emocoagulativi. Anche le valvole biologiche hanno una discreta varietà di modelli.

### Autologhe
Vengono costruite utilizzando del tessuto ricavato dallo stesso paziente: pericardio, fascia lata, valvola polmonare. Sono utilizzate nell'autotrapianto polmonare, che prevede la trasposizione della valvola polmonare del paziente sulla valvola aortica stenotica e l'impianto di protesi biologica al suo posto: tale intervento è noto come intervento di Ross

### Omologhe (o ibride)
Sono rappresentate da valvole naturali umane ricavate da donatore e sono dette Homograft. L'indicazione all'impianto viene posta nei pazienti più giovani: numerosi i metodi di prelievo e sterilizzazione.

### Valvole Tissutali
Le valvole tissutali sono con o senza stent. Le valvole con stent sono disponibili in dimensioni comprese tra 19-29 mm.* Sabiston, Sabiston and Spencer's Surgery of the Chest E-Book, Elsevier Health Sciences, 16 dicembre 2010, ISBN 978-1-4557-0009-7. Le valvole senza stent vengono direttamente suturate alla radice aortica. Il vantaggio principale delle valvole senza stent è che limitano la discrepanza paziente-protesi (quando l’area della valvola protesica è troppo piccola rispetto alle dimensioni del paziente, aumentando la pressione all’interno della valvola) e possono essere utili quando si tratta di una piccola radice aortica. Il loro svantaggio è che necessitano di più tempo per l’impianto rispetto alle valvole con stent.* Sabiston, Sabiston and Spencer's Surgery of the Chest E-Book, Elsevier Health Sciences, 16 dicembre 2010, ISBN 978-1-4557-0009-7.
Tuttavia, il rischio di formazione di coaguli di sangue è maggiore con le valvole meccaniche rispetto alle valvole tissutali. 
La scelta della valvola è una decisione ponderata tra la minore durata delle valvole tissutali e il maggior rischio di coaguli di sangue ed emorragie a cui espongono le valvole meccaniche. Le linee guida suggeriscono che quando si sceglie una valvola è necessario considerare l’età, lo stile di vita e l’anamnesi medica del paziente. Le valvole tissutali si deteriorano più rapidamente nei pazienti giovani e durante la gravidanza, ma sono preferibili per le donne che desiderano avere figli poiché la gravidanza aumenta il rischio di coaguli di sangue. In genere, una valvola tissutale è considerata per i pazienti di età superiore a 65 anni.

### Valvole Porcine
Vengono ricavate da animali, in genere dal Maiale. Il trattamento con la glutarato-semialdeide deidrogenasi rende la valvola suina sterile, biocompatibile e migliora la sua durata, stabilizzando i legami del collagene. La Medtronic Hancock II e la Carpentier-Edwards sono le più utilizzate, almeno fra quelle a telaio (stent) rigido o flessibile; fra quelle prive di intelaiatura (definite stentless) spiccano le St.Jude Medical Toronto SPV e la Medtronic Freestyle.

### Valvole di pericardio bovino
Il pericardio bovino viene tagliato e cucito per riprodurre la morfologia valvolare, questa metodica permette la creazione di valvole emodinamicamente più accomodanti di quelle porcine, che hanno invece misure standard. La Carpentier-Edwards Perimount è utilizzata sia per la sostituzione aortica che per quella mitralica. Sono attualmente oggetto di studio nuovi modi per preservare il tessuto più a lungo. Uno di questi trattamenti di conservazione è attualmente utilizzato in una valvola cardiaca tissutale disponibile in commercio. Negli studi condotti su pecore e conigli, il tessuto (chiamato tessuto RESILIA™) ha presentato una calcificazione inferiore rispetto al tessuto di controllo. Tuttavia, non sono ancora disponibili dati sulla durabilità a lungo termine nei pazienti.